# Chicago V (album)
Albums de Chicago
Chicago at Carnegie Hall
(1971) Chicago VI
(1973)
Chicago V (1972) est le cinquième album du groupe de rock américain Chicago, le quatrième en studio.

## Présentation
Il a été classé premier album de rock au Billboard en 1972 et premier album de jazz en 1973. C'est le premier album de Chicago qui ne comporte qu'un seul disque, les albums précédents étaient tous des doubles. Robert Lamm a composé huit des dix titres de l'album d'origine.
L'album est réédité en 2002 par Rhino Records avec trois titres en bonus.

## Titres de l’album
Compositions de Robert Lamm sauf indication contraire.
1. "A Hit by Varèse" – 4:56
2. "All Is Well" – 3:52
3. "Now That You've Gone" (James Pankow) – 5:01
4. "Dialogue (Part I & II), (Part I)" - 2:57
5. "Dialogue (Part I & II), Part II)" - 4:13
6. "While the City Sleeps" – 3:53
7. "Saturday in the Park" – 3:56
8. "State of the Union" – 6:12
9. "Goodbye" – 6:02
10. "Alma Mater" (Terry Kath) – 3:56

Titres en bonus de le réédition
1. "A Song for Richard and His Friends" (version studio] - enregistré le 23 septembre 1971
2. "Mississippi Delta City Blues" (Terry Kath) - enregistré le 10 mai 1972
3. "Dialogue (Part I and II)" - version comprenant les deux parties

## Musiciens
- Peter Cetera – guitare basse, chant
- Terry Kath – guitare, chant
- Robert Lamm – claviers, chant
- Lee Loughnane – trompette, flugelhorn, percussions, chant
- James Pankow – trombone, percussions
- Walter Parazaider – woodwinds, percussions
- Danny Seraphine – batterie, congas

## Classements hebdomadaires
| Classement (1972)             | Meilleure place |
| ----------------------------- | --------------- |
| Australie (Kent Music Report) | 5               |
| Canada (RPM 100 Albums)       | 1               |
| États-Unis (Billboard 200)    | 1               |
| Norvège (VG-lista)            | 7               |
| Pays-Bas (Mega Album Top 100) | 4               |
| Royaume-Uni (UK Albums Chart) | 24              |

## Certifications
| Pays                  | Certification | Unités certifiées |
| --------------------- | ------------- | ----------------- |
| Canada (Music Canada) | Platine       | 100 000           |
| États-Unis (RIAA)     | 2 × Platine   | 2 000 000         |